# Stortingsvalet 2025
Stortingsvalet i Norge 2025 är ett planerat rikstäckande allmänt val i Norge som förväntas äga rum den 8 september 2025 varvid de 169 platserna i Norges storting för mandatperioden 2025–2029 tillsätts. Enligt den norska regeringsformen kan extraval mellan de ordinarie valen inte anordnas.